# مونتاگ وودهاوس
کریستوفر مونتاگ وودهاوس،(انگلیسی: Christopher Montague Woodhouse؛ ۱۱ مه ۱۹۱۷–۱۳ فوریه ۲۰۰۱) معروف به "سی.ام. وودهاوس، یک سیاستمدار بریتانیایی محافظه‌کار بود که به عنوان عضو پارلمان برای آکسفورد در شهرستان آکسفوردشایر خدمت کرد. از ۱۹۵۹ تا ۱۹۶۶ و دوباره از ۱۹۷۰ تا ۱۹۷۴. او همچنین از سال ۱۹۵۶ تا ۱۹۶۴ عضو مهمان در کالج نافیلد، آکسفورد بود.
وودهاوس، پس از آن که در جریان جنگ جهانی دوم ابتدا همراه با نیروهای مقاومت در یونان علیه آلمان‌ها مبارزه کرد و سپس در سفارت بریتانیا مشغول خدمت شد. او در امور یونان و ایران کارشناس بود.
وودهاوس همچنین از سال ۱۹۵۱ (۱۳۳۰ خ) تا ۱۹۵۲ در سفارت بریتانیا در تهران خدمت و نقش اصلی را در سازماندهی کودتای ۲۸ مرداد که منجر به سرنگونی دولت منتخب محمد مصدق شد، ایفا کرد.